# Primeiro Relatório de Avaliação Nacional sobre Mudanças Climáticas

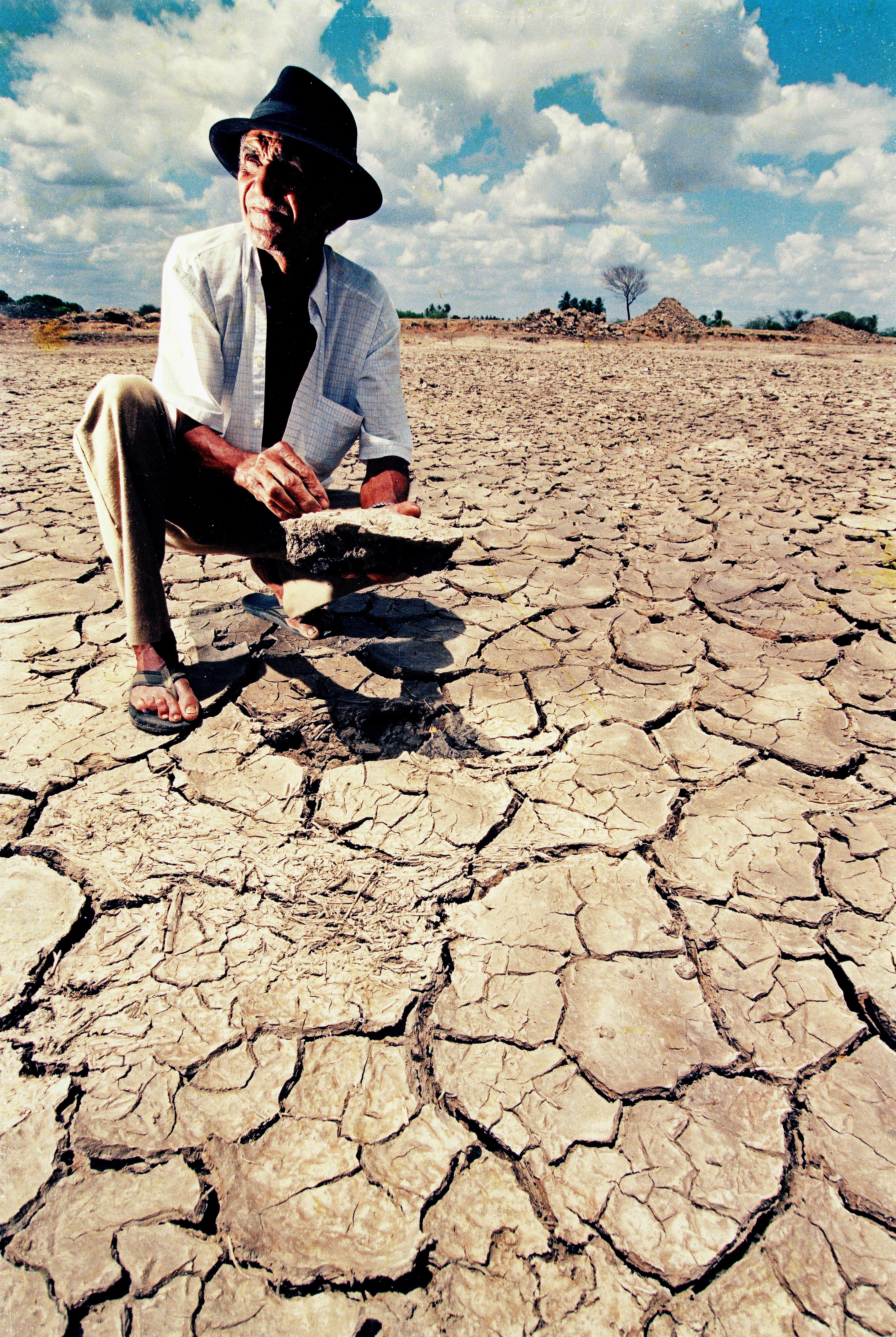
Seca de 2008 no Nordeste brasileiro. De acordo com as projeções do RAN1, este problema deve se agravar significativamente neste século em função do aquecimento global.

O Primeiro Relatório de Avaliação Nacional sobre Mudanças Climáticas (RAN1)  é a primeira grande síntese científica produzida sobre o aquecimento global estudado na perspectiva brasileira. Ele é o principal resultado dos esforços do Painel Brasileiro de Mudanças Climáticas (PBMC), órgão científico criado em 2009 pelo governo brasileiro para analisar as especificidades nacionais de um problema que afeta todo o planeta e coloca em grave risco o futuro da biodiversidade, do meio ambiente e da sociedade humana.
O RAN1 ratificou as conclusões dos relatórios do IPCC, que são as mais reputadas sínteses científicas da atualidade sobre o tema, a respeito da elevação inconteste das temperaturas mundiais, sua origem nas atividades humanas e seus efeitos negativos em grande escala, e apontou que o Brasil deve sofrer impactos negativos generalizados em decorrência do aquecimento global, com projetada redução significativa em suas chuvas na maior parte do território, tendência de aumento em outras áreas e assegurada elevação no nível do mar, gerando grande desequilíbrio ecológico e repercussões importantes sobre a biodiversidade, a produção de alimentos, a segurança e bem estar social, a indústria, o transporte, a saúde e virtualmente todos os outros setores da economia e da sociedade.
Ficou claro que o país ainda é um grande emissor de gases estufa, os responsáveis pelo aparecimento do fenômeno, com tendência de que as emissões se elevem num futuro próximo, e considerou-se que pouco tem sido feito praticamente no sentido de se preparar para os impactos incontornáveis e implantar medidas de mitigação das emissões para que os futuros efeitos adversos sejam minimizados ou de todo evitados. Além disso, foi citada a existência de muitas contradições entre as políticas públicas vigentes, que em parte fomentam a sustentabilidade e em parte vão na direção oposta. No entanto, o relatório mostrou também que no Brasil existe um grande potencial de adaptabilidade a baixo custo, que deve reverter em lucro significativo no longo prazo, desde que as mudanças necessárias sejam efetivadas com rapidez e em larga escala, pois de outra forma as consequências negativas devem ser inevitavelmente vastas e irreversíveis. Desde sua publicação, que ocorreu em partes entre 2013 e 2015, o RAN1 se tornou a principal referência nacional sobre o aquecimento global.

## Características e relevância
O RAN1 começou a ser elaborado imediatamente após a fundação do PBMC, que começou a divulgar seus resultados preliminares em 2013. Em 15 de janeiro de 2015 o documento foi dado ao público em sua forma final. Está dividido em três volumes, cada qual elaborado por um dos três Grupos de Trabalho de PBMC, acompanhados de três sumários executivos, que traduzem resumidamente para uma linguagem acessível aos leigos o conteúdo técnico dos volumes.
Este trabalho representa um marco importante no estudo dos efeitos do aquecimento global sobre o país, dando valiosos subsídios para o governo federal e as lideranças regionais e locais, bem como para a população em geral, entenderem claramente a gravidade da ameaça que paira tanto sobre o Brasil como sobre o mundo inteiro, pois é um problema de repercussões vastas e profundas sobre múltiplos níveis da vida sobre a Terra, tem origem disseminada e transcende fronteiras políticas e geográficas. O RAN1 faz um detalhado diagnóstico do contexto brasileiro, identificando onde estão as causas mais importantes da contribuição nacional ao progresso do fenômeno climático global, aponta os impactos prováveis e setores mais vulneráveis e descreve as necessárias medidas de adaptação e mitigação mais adequadas.
Além de ser o resultado de uma síntese da bibliografia científica sobre o aquecimento global referente ao Brasil, incluindo os grandes relatórios do IPCC, que inspiraram a estruturação do RAN1, o trabalho aproveitou o recente desenvolvimento de um novo modelo climático criado no país e voltado para a análise nacional do aquecimento, chamado Modelo Brasileiro do Sistema Terrestre (MBST), que possibilitou realizar projeções futuras sobre a provável evolução do fenômeno sob diferentes cenários de emissão de gases estufa pela sociedade, que dão origem ao aquecimento global. Segundo Paulo Nobre, um dos administradores do MBST, "o Brasil é hoje o único país do Hemisfério Sul a contar com um modelo próprio. Isso nos dará uma grande autonomia para realizar as simulações que sejam de nosso maior interesse".
Para Paulo Artaxo, físico da USP e membro do Conselho Diretor do PBMC, o RAN1 será útil para se identificar áreas em que são necessárias mais pesquisas, pois apesar do grande número de pesquisadores em atividade, “temos um longo caminho a percorrer. O IPCC tem 20 anos e está indo para seu quinto relatório. Ainda não temos massa crítica de cientistas e falta gente para tocar algumas áreas importantes”.

## Principais resultados doRAN1

### Volume 1

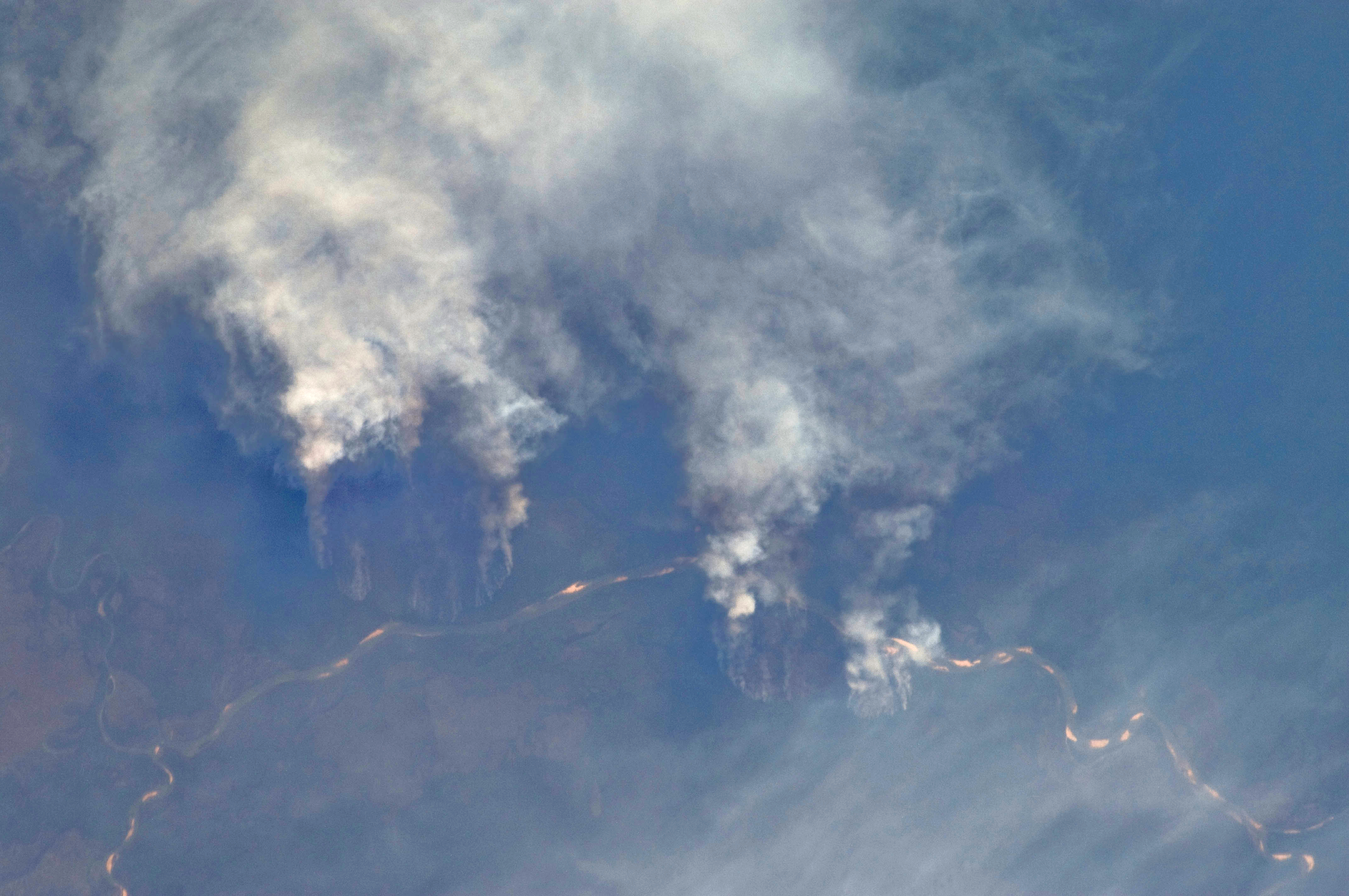
Fumaça de queimadas ao longo do rio Xingu. A queimada é uma prática agrícola comum no Brasil, mas libera grandes quantidades de gás carbônico, além de provocar grandes perdas na biodiversidade.

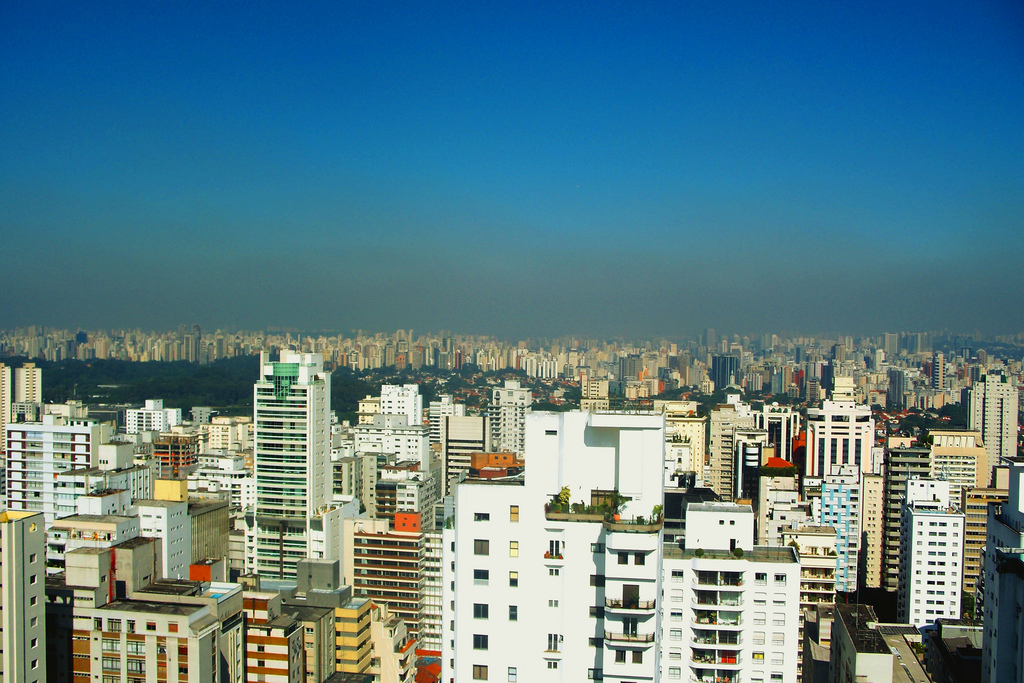
Nuvem de poluição sobre São Paulo.

O Volume 1 — Base Científica das Mudanças Climáticas, fez um amplo estudo da bibliografia disponível que enfocou o Brasil, analisando as causas e efeitos do aquecimento global e suas repercussões para o país. O volume ratifica as conclusões dos relatórios do IPCC, que são a maior autoridade mundial sobre o tema, no sentido de afirmar claramente a origem humana do fenômeno, a crescente elevação da temperatura mundial (atmosfera e oceanos), e seus resultados sobre os sistemas físicos, biológicos e geológicos do planeta, que incluem o declínio da biodiversidade mundial, mudanças no regime de chuvas, nos padrões do clima e nos ciclos biogeoquímicos, degradação de ecossistemas e a subida do nível do mar, entre outros.
O estudo identificou que a principal causa de emissões de gases estufa no Brasil ainda são as queimadas, método empregado no desmatamento e na preparação do solo para a agricultura ou pecuária, embora outras fontes sejam também importantes, como a liberação de poluentes (gases estufa e aerossóis) pelos veículos automotores, cuja energia advém da queima de combustíveis fósseis, e cuja participação no total está crescendo. O desmatamento em si, o crescimento do rebanho bovino, a indústria, a construção civil, os resíduos e o uso de fertilizantes também são fontes significativas no caso brasileiro. Entre os efeitos dessas emissões os autores apontaram como principal uma tendência de redução de 20 a 40% na precipitação na maior parte do território nacional, salvo na região Sul-Sudeste e no oeste da Amazônia, onde a tendência se revela oposta, aumentando as chuvas em uma proporção comparável. Além da quantidade de chuva ser alterada, são previstos episódios mais frequentes de chuva torrencial e períodos de seca mais intensos e prolongados, que variarão de região para região. A temperatura média da atmosfera, por sua vez, deve aumentar em todas as regiões, podendo a chegar a uma elevação de até 6 °C na Amazônia, a região mais afetada neste aspecto. Projetam-se importantes impactos sobre todos os biomas brasileiros, com maior intensidade na Amazônia e na Caatinga, e expressivo declínio em sua biodiversidade.
Todos os modelos climáticos empregados no RAN1 apontam para uma extensa savanização da Amazônia, e um dos modelos prevê praticamente um completo desaparecimento da mata. Para a Caatinga, é prevista também extensa substituição por desertos ou semidesertos. O relatório declarou: "O aumento de temperatura induz uma maior evapotranspiração (soma da evaporação da água à superfície com a transpiração das plantas), reduzindo a umidade do solo mesmo que as chuvas não diminuam significativamente. Este fator pode por si só desencadear a substituição dos biomas existentes hoje por outros mais adaptados a climas com menor disponibilidade hídrica para as plantas (por exemplo, savanas substituindo florestas, caatinga substituindo savanas, semideserto substituindo caatinga)". O desmatamento na região contribui com a redução da umidade atmosférica e aumenta a tendência de prejudicar a cobertura vegetal. Cerca de 43% das espécies de angiospermas podem ser extintas localmente até o fim do século. O clima mais seco e quente também amplia o risco de queimadas naturais.
Foi ainda demonstrada a subida do nível do mar, identificada desde a década de 1980 por pesquisadores em todo o litoral brasileiro, com taxas de elevação variáveis, dependendo da conformação das costas e da plataforma continental diante de cada litoral. Por exemplo, no Recife a tendência tem sido a elevação do nível em 5,4 cm por década; em  Belém, de 3,5 cm/déc; em Cananeia, de 4,0 cm/déc, e em Santos, de 1,1 cm/déc. Foi lembrado que "no Brasil, muitas cidades da orla marítima são totalmente vulneráveis a este tipo de influência, inclusive capitais de vários Estados da Federação". Além disso, o oceano tem se aquecido, acidificado e desoxigenado, acompanhando o aquecimento da atmosfera e a impregnação da água com crescentes quantidades de gás carbônico, um dos principais gases estufa e o principal contribuinte antrópico (de origem humana) ao aquecimento global, desencadeando mudanças nas características físicas e químicas da água, e por extensão, determinando prejuízos e modificações na sua biodiversidade. Também são esperados um aumento na erosão costeira e na frequência e intensidade de ciclones extratropicais, podendo levar a um aumento na ocorrência de eventos climáticos e ambientais extremos, com ondas altas, ventos fortes e precipitações intensas, especialmente nas costas das regiões Sul e Sudeste.
Modificações nos fenômenos oceânicos do El Niño e La Niña, que ocorrem no Oceano Pacífico mas determinam grande parte do clima brasileiro, também devem gerar impactos. O relatório demonstrou sua importância para o clima nacional: "Os eventos de La Niña, ocorridos em 2005/06 e 2010/11, já acarretaram secas extremas na Amazônia (Lewis et al., 2011), tendo a primeira delas sido considerada evento que se repete a cada 100 anos (Marengo et al., 2008). Duas estiagens de comparáveis magnitudes porém, já ocorreram em um intervalo de três anos (Lewis et al., 2011; Marengo et al., 2011). E a La Niña de 2011/12 causou a pior seca no Nordeste brasileiro dos últimos 30 anos".

### Volume 2
O Volume 2 — Impactos, Vulnerabilidade e Adaptação, assinala os vastos impactos decorrentes do aquecimento global sobre todos os sistemas naturais da Terra e suas consequências negativas de grande magnitude para todos os setores da sociedade. No caso do Brasil, os principais efeitos primários esperados estão no ciclo da água. Este ciclo tem um papel de importância superlativa em vários outros aspectos básicos, como na preservação da cobertura vegetal, na fertilidade dos solos, no equilíbrio hídrico dos rios e lagos e na sobrevivência da fauna, e alterações em suas características têm repercussões de longo alcance tanto no meio ambiente como na sociedade, que têm florescido sob um regime estável de precipitações e se habituaram a ele.

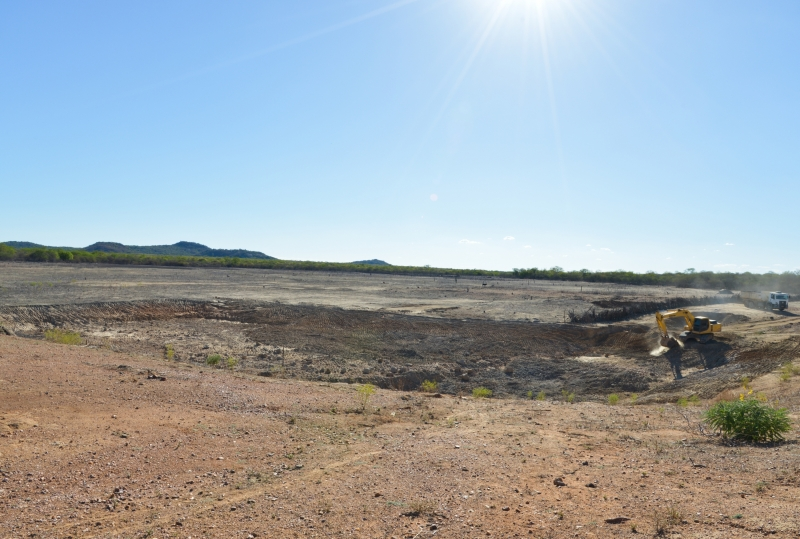
A seca nordestina de 2013 foi a pior dos últimos 50 anos. Em Petrolina, na foto, os reservatórios de água esvaziaram.

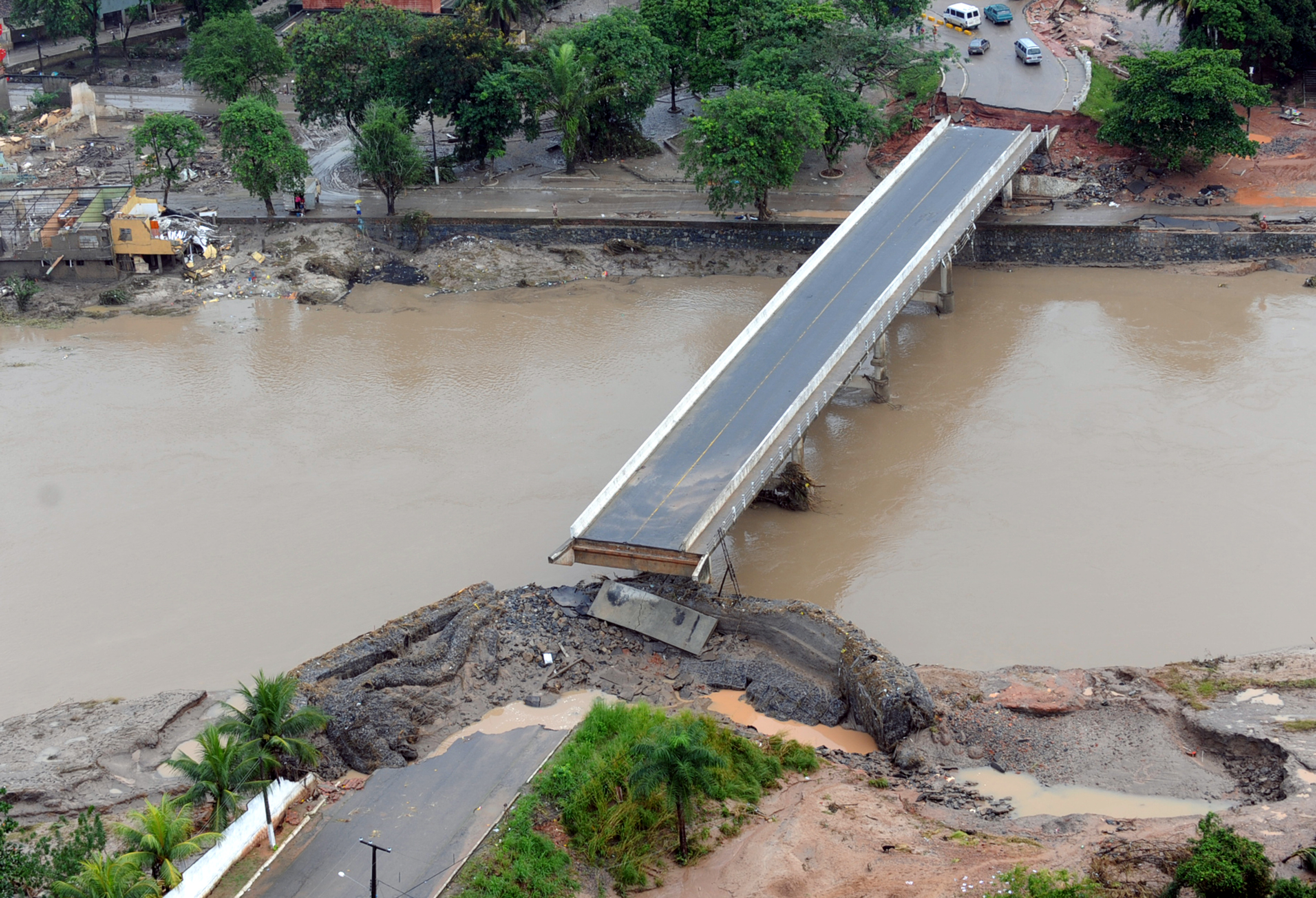
Ponte destruída em uma enchente em Palmares em 2010.

As mudanças previstas nas chuvas, tanto para mais quanto para menos, conforme a região, devem provocar consequências negativas em larga escala para a sociedade. Ao prejudicarem a agricultura e a pecuária, ameaçam a segurança alimentar nacional. As áreas de cultivo de milho, arroz, feijão, algodão e girassol, que estão entre os principais produtos agrícolas do Brasil, devem sofrer forte redução especialmente na Região Nordeste, com perda significativa da produção. Segundo Suzana Kahn Ribeiro, membro do comitê científico do PBMC, "no Nordeste, a população carente sofrerá ainda mais com a seca. Não só não resolvemos o passivo histórico naquela região, como as coisas irão se agravar ainda mais. A tendência é de aumentar a migração para áreas urbanas, que não têm como suportar mais demandas, com o campo se esvaziando".
Ao diminuírem em grandes regiões do país os estoques disponíveis de água, fica ameaçado o abastecimento humano e o uso industrial e agropecuário. Com uma tendência maior de secas e enchentes de grandes proporções, devem se agravar esses problemas que já se fazem sentir com intensidade em muitos pontos do Brasil. Especialmente em zonas urbanizadas, que em sua maioria estão mal preparadas para enfrentar as mudanças climáticas, as chuvas fortes têm causados estragos materiais de grandes vulto, facilmente desestabilizam e levam serviços públicos essenciais ao colapso, são causa da perda de muitas vidas, e provocam também problemas graves de saúde pública ao aumentarem os riscos de epidemias pelo transbordamento dos sistemas de esgoto e contaminação de reservatórios de água potável. A tendência nos últimos 50 anos tem sido de aumentar a ocorrência e a gravidade desses eventos.
A poluição atmosférica, por seu turno, se torna a cada dia um problema mais sério nas cidades, degradando a qualidade de vida da população e gerando doenças. O setor energético tem dado origem a muita preocupação no Brasil a respeito do futuro. Boa parte da energia nacional vem das hidrelétricas, que estão sob ameaça num cenário de redução de chuvas. Para a indústria, os riscos estão em todas as áreas, e foi enfatizado que a ausência de medidas eficientes e sustentáveis de adaptação e prevenção de desastres deve elevar os custos futuros: "Medidas de adaptação são necessárias, incluindo um detalhamento dos riscos e vulnerabilidades associados para que o setor se desenvolva. Dentro desta perspectiva, serão necessários planos de prevenção e combate a desastres que englobem não somente uma determinada unidade industrial, mas todo o contexto regional no qual cada unidade ou complexo industrial está inserido. O custo da inação pode impactar os diversos segmentos da indústria brasileira, podendo ser mais alto que o custo de se implementarem medidas adaptativas às mudanças climáticas". O setor de transportes foi identificado como um dos mais vulneráveis aos impactos de clima, prejudicando a mobilidade urbana e o transporte de bens, provisões e pessoas entre as cidades e regiões.
Os impactos da inevitável subida do nível do mar afetarão grande parte da população brasileira, que se concentra exatamente nos litorais, e incluem riscos aumentados de enchentes e inundações costeiras durante tempestades, destruição de estruturas construídas pelo homem, perda de área de terra seca para habitação e cultivo, salgamento de lençóis freáticos e reservatórios naturais de água, erosão costeira e perda de ecossistemas como os manguezais, que são ricos reservatórios de biodiversidade, preservam a qualidade da água, protegem as costas de erosão, evitam o assoreamento das desembocaduras fluviais, e oferecem defesa para a população litorânea contra inundações e tempestades no mar. São esperados prejuízos ao comércio e indústria relacionados ao turismo e à navegação, transporte naval, pesca, abastecimento e prospecção de petróleo e gás, entre outros. Modificações na bioquímica marinha devem provocar redistribuição e declínio de espécies de peixes importantes para o consumo humano. Na zona litorânea tropical o declínio do potencial pesqueiro pode chegar a 50% nos próximos quarenta anos.

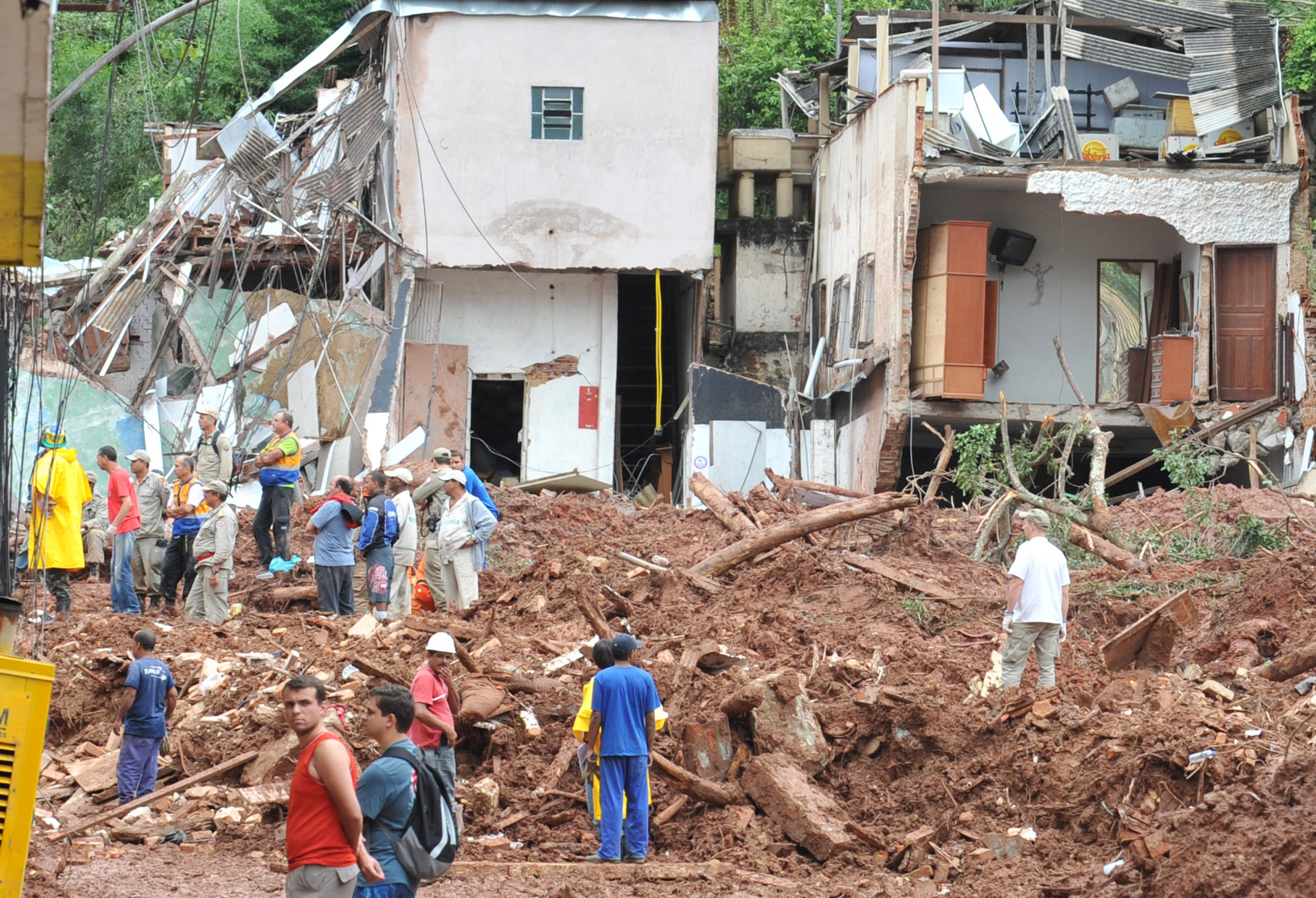
Destruição de casas em uma favela em Nova Friburgo durante as enchentes de 2011. As áreas pobres são em geral as mais severamente afetadas.

Todos esses impactos têm elevado custo econômico e social, e incidem com maior peso sobre as populações mais pobres. Segundo o "Sumário Executivo" do Volume 2, "os impactos de mudanças no clima, com reflexos sobre a produção de alimentos e, de forma mais
abrangente, sobre as condições de vida das populações mais vulneráveis, provavelmente, tornarão mais acentuadas as diferenças sociais, afetando especialmente os mais pobres e, resultando em fome, por estarem as populações pobres expostas, mais diretamente, às adversidades climáticas". O clima desequilibrado também afeta a população de outras formas. José Marengo, climatologista do Instituto Nacional de Pesquisas Espaciais e membro do IPCC e do PBMC, comentando os impactos descritos no relatório, disse:
"Quando pensamos em problemas relacionados a extremos climáticos, pensamos em qualidade da água, leptospirose, dengue, malária... Uma pesquisadora do painel nos mostrou, no entanto, que não só problemas ditos ‘físicos’ devem nos preocupar, mas também os problemas mentais e psicológicos que ocorrem como consequência da alteração dos padrões climáticos. Aumento de infartos, acidentes vasculares cerebrais, depressão. Isso foi realmente uma novidade. Foram feitas pesquisas em Blumenau (SC), depois das fortes chuvas de 2008. Meses depois foram registrados altos níveis de estresse na região – mesmo em pessoas que moram em áreas rurais, distantes dos clássicos problemas urbanos".
Foi assinalado que o planejamento econômico, social e urbanístico atual é imediatista e imprevidente, não levando na devida consideração os riscos aumentados que derivam do aquecimento global para a população do Brasil, e que as tendências de uso dos combustíveis fósseis são de elevação, e não de redução, como seria necessário, fazendo com que as perspectivas do problema se agravem e não se aliviem. Contudo, o RAN1 reconheceu que a previsão mais exata de como essas mudanças vão ocorrer localizadamente ainda é difícil, devido aos poucos estudos disponíveis sobre setores importantes. Não obstante, o cenário geral é bastante claro. No capítulo "Fundamentos" do Volume 2 foi enfatizada a gravidade do desafio e a necessidade de medidas vigorosas e urgentes de reversão do quadro de tendências atuais:

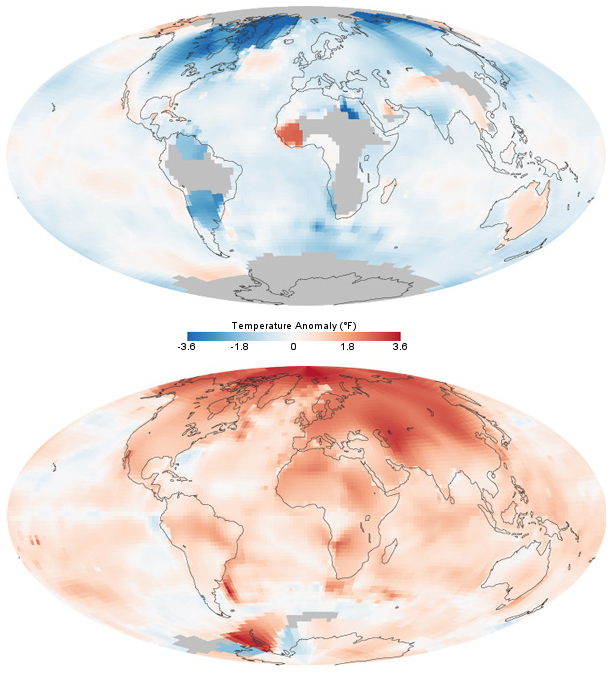
Temperaturas globais na década de 1880 e 1980, comparadas à média no período entre 1951 e 1980.

"A mudança climática é um dos desafios mais complexos deste século. Nenhum país está imune a ela nem pode vir a ser capaz de enfrentar individualmente os desafios interconectados que compreendem decisões políticas e econômicas controversas. [...] As alterações climáticas provocam mudanças nos sistemas geofisicos, biólogicos e humanos. Dessa maneira, impõem uma série de desafios ao desenvolvimento, com implicações sobre diversos setores: sociais, econômicos e ambientais, relacionados à indústria, agricultura, comércio, segurança e bem-estar social. [...] A situação atual do clima exige grandes mudanças no estilo de vida, uma verdadeira revolução energética e a transformação do modo como lidamos com os recursos naturais. Nesse sentido, um processo de adaptação substancial é fundamental para se tentar reverter o panorama atual. [...] Todas as esferas de governo, a indústria, o comércio e a sociedade precisam estar envolvidos no desenvolvimento de uma resposta nacional adequada. Portanto, o entendimento dessas alterações climáticas em cada região é essencial para um planejamento estratégico e o processo de tomada de decisão. [...]
"As sociedades sempre dependeram do clima, mas apenas agora estão compreendendo que este depende das ações sociais. Se elas não forem bem administradas, comprometerão o bem-estar das gerações, atual e as futuras. O planeta estará, em média, mais quente e seus impactos serão sentidos por todos. Além disso, mudar metas e padrões organizacionais é um processo lento devido à resistência por parte de alguns setores. Facilitar o processo de adaptação é essencial, notadamente por meio de sistemas de gestão de riscos e redes de proteção social. Isso significa buscar maior eficiência energética, entre outras opções, para se reduzir o efeito estufa de gases em qualquer que seja a situação, o local e o setor em que haja oportunidade. Além disso, implica investir em infraestrutura e projetos para se minimizar custos e evitar que economias fiquem atreladas a condições de alta emissão de carbono que seriam dispendiosas para mudar no futuro, correndo o risco de se tornarem totalmente inviáveis economicamente. Economias limpas serão valorizadas, enquanto que as tradicionais perderão valor de mercado. O que deve ficar bem claro é o fato de que, se um país ou grupo de países não reduzirem as emissões de gases de efeito estufa outros devem fazê-lo por opções de mercado e de sobrevivência. Quem detiver o conhecimento e a disponibilidade de novas tecnologias mais eficientes, sobreviverá".

### Volume 3

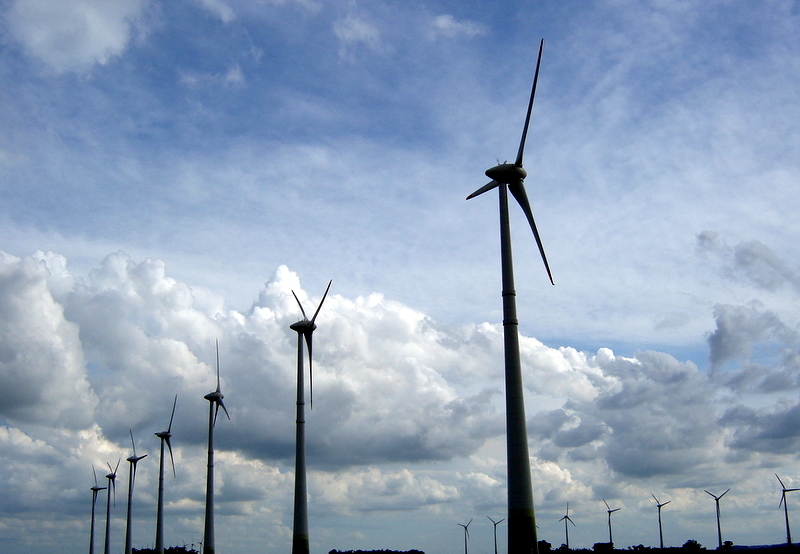
Torres do Parque Eólico de Osório. A exploração e incentivo da energia eólica é uma das mais promissoras no que diz respeito à sustentabilidade e conservação do ambiente, e o Brasil tem grande potencial neste setor.

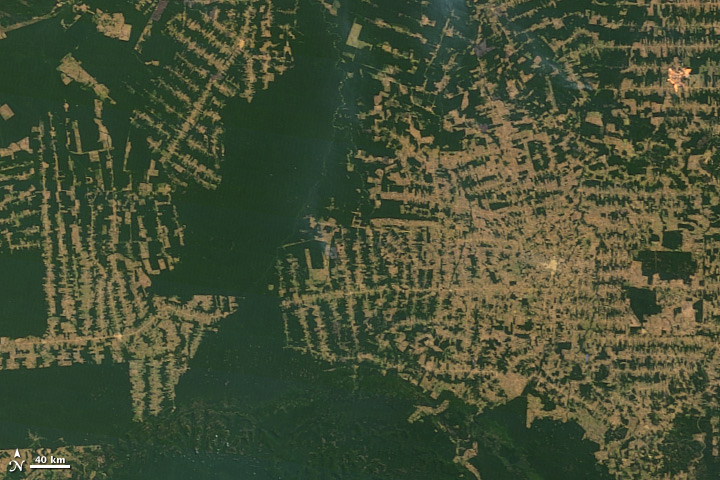
Desmatamento em Rondônia.

O Volume 3 — Mitigação das Mudanças Climáticas, analisa as possibilidades, custos e benefícios de redução de emissões de gases estufa e transição para um modelo de vida sustentável, a fim de combater o problema atacando diretamente sua causa básica. O "Sumário Executivo" já inicia assinalando a grande disparidade entre a realidade prática cotidiana de emissões elevadas e os compromissos internacionais assumidos pelas nações de se manter um aquecimento global dentro do limite de 2 °C, considerado em geral o máximo tolerável sem que haja uma disrupção da sociedade e da vida natural em escala catastrófica e irreversível. Porém, o prognóstico geral da situação não foi positivo, já que o relatório afirma que no contexto em que vivemos, e levando em conta a enormidade das mudanças necessárias em todos os níveis da sociedade, o limite de 2 °C quase de certeza será ultrapassado. No Capítulo 2 o alerta é ainda mais enfático: "O alarmante é que, a se manterem os níveis atuais de emissões, [ficaria] muito mais difícil sua reversão. Este horizonte é fortemente corroborado por trabalhos recentes, como o de New (2011), que examinaram as consequências de um nível de elevação de temperatura quatro ou mais graus centígrados". Isso não quer dizer que nada mais adianta ser feito, pois se tudo continuar como está e as emissões continuarem a subir na taxa atual as consequências serão ainda mais devastadoras.
O relatório apontou que entre 2005 e 2010 o Brasil reduziu quase em metade suas emissões de gases estufa devido ao declínio nas taxas de desmatamento, mas mostrou também que se as medidas de adaptação e mudança para a sustentabilidade não forem efetivadas generalizadamente, o mais provável é que depois de 2020 os níveis voltem a aumentar com rapidez devido a um provável aumento no consumo de combustíveis fósseis, que são grandes emissores de gases estufa e outros poluentes, especialmente no setor dos transportes. Este aumento esperado se deve à posição do governo de tentar conciliar a manutenção do crescimento econômico do país dentro de uma faixa de 4 a 6% ao ano com as metas voluntárias de redução de emissões propostas na Conferência das Nações Unidas sobre as Mudanças Climáticas de 2009 (COP15) (reajustadas na COP16), que envolvem ações de mitigação em outros setores, por exemplo aumentando a eficiência no uso da energia e promovendo o uso do etanol. Porém, esta estratégia do governo está ameaçada de fracasso, pois recentemente as taxas de desmatamento explodiram. Entre 2013 e 2014 o desmatamento na Amazônia aumentou em 467%, e as áreas degradadas cresceram 1.070%. Entre janeiro de 2014 e janeiro de 2015, o desmatamento cresceu 169%, e as áreas degradadas 1.116%. Da mesma forma, mostram crescimento outros setores da economia que são grandes emissores de gases estufa, como a construção civil, os serviços, a indústria e a agropecuária. O governo pretende também ampliar a exploração de carvão mineral, outro grande poluente. No total, projeta-se um aumento nas emissões derivadas dos combustiveis fósseis de 164% até o ano de 2020 em relação aos níveis de 2005. No Capítulo 3 foram feitas críticas a esta estratégia: "O impacto econômico global de medidas de mitigação de GEE no setor de energia do Brasil pode aumentar em US$ 25,9 bilhões o PIB no período 2010-30, ou cerca de US$ 1,23 bilhão de dólares por ano e, além disso, gerar 4,4 milhões de empregos no período, o equivalente a 203 mil empregos por ano. Enquanto as opções de eficiência energética para reduzir as emissões de GEE têm impactos econômicos negativos, pelo fato de reduzirem a demanda por combustíveis e outros vetores energéticos, outras opções têm efeitos econômicos positivos por aumentarem os investimentos no País e gerarem mais empregos".
Foi considerado essencial que a comunicação entre os cientistas e a população seja mais clara e eficiente. O relatório reconheceu a existência de uma grande polêmica pública sobre o aquecimento global, onde os argumentos muitas vezes são distorcidos, seja por simples desinformação, seja por pressão de grupos de interesse, acrescentando que "a inação pode não estar relacionada apenas à falta de informação sobre o ecossistema global, mas pode ser influenciada por aspectos sociais, psicológicos e estratégicos na tomada de decisão". Todos esses fatores dificultam a avaliação correta dos riscos e as necessárias ações objetivas de adaptação e mitigação. No mesmo sentido, considerou-se que é preciso haver mais integração entre os vários ramos das ciências exatas e das ciências humanas, e que os governantes e legisladores também sejam atualizados e sensibilizados, a fim de colocar todos a par da vastidão e gravidade do desafio e suas múltiplas ramificações em todos os níveis da vida natural e humana, e da necessidade de engajamento de todos os setores da sociedade, sem exceção, para que as políticas públicas de adaptação e mitigação possam ser elaboradas com bases sólidas e realistas e sejam conseguidos a necessária revolução nos hábitos de vida e o sucesso no enfrentamento de um problema que é de todos. Diz o "Sumário Executivo":
"Mitigação, definida como ações para limitar a magnitude e/ou taxa de mudança climática a longo prazo através da redução das emissões antropogênicas de gases de efeito estufa (GEE) e do aumento da capacidade de sumidouros de carbono, envolve mudanças na utilização de recursos naturais, combustíveis fósseis, uso de energias alternativas, eficiência energética e outras modificações em direção a um padrão de produção e consumo menos intensivo em carbono. Conciliar esse objetivo com as necessidades de crescimento e desenvolvimento do país é um desafio que se coloca para a sociedade como um todo. [...] A expansão do consumo de energia na economia brasileira tende a ser um elemento preponderante das emissões de GEE. Além das indústrias, dos serviços e das residências, os transportes são fontes importantes de emissões no Brasil, quer pela sua dimensão continental como pela preponderância do modal rodoviário no transporte de cargas. O crescimento urbano também impacta as emissões decorrentes do transporte nas cidades. Os congestionamentos do trânsito nas grandes cidades brasileiras também devem resultar em maiores emissões, além de seus efeitos na saúde pública. O Brasil é reconhecido por ter uma matriz energética 'limpa', ou seja, de baixas emissões de GEE. Entretanto, a expansão futura da oferta energética tende a alterar essas características. As emissões de GEE decorrentes de mudança no uso do solo e das atividades agropecuárias representam também importantes fontes de emissões no Brasil. [...] Para que a política nacional tenha governança e seja bem-sucedida, é preciso que todas as esferas de governo assim como a sociedade civil, adotem metas de redução de suas emissões, de proteção de sumidouros [de carbono] e medidas de adaptação".
Ao mesmo tempo, o RAN1 assinalou que dadas características especiais do Brasil, as possibilidades de mudança com baixo custo adaptativo são muitas, e devem ser aproveitadas. Além disso, é também promissor o aparecimento de tecnologias limpas com custos em declínio para aproveitamento do potencial energético do vento e da luz solar, e mesmo sob ameaça de crise, o setor hidrelétrico pode ser remodelado para um modelo sustentável. O setor dos transportes, grande emissor de gases estufa, também tem alto potencial de adaptabilidade, se mudadas as atuais ênfases no transporte rodoviário e no uso de combustíveis fósseis, passando para combustíveis renováveis e transportes fluviais e ferroviários, mas isso exigirá grandes investimentos em infra-estrutura. Foi mostrado ainda que outros benefícios devem advir da educação da população para a economia de recursos e a alteração de hábitos arraigados que são insustentáveis, e da criação de incentivos fiscais e políticos para a implantação de modelos sustentáveis de consumo e produção, tornando os mercados limpos cada vez mais atraentes para os investidores.

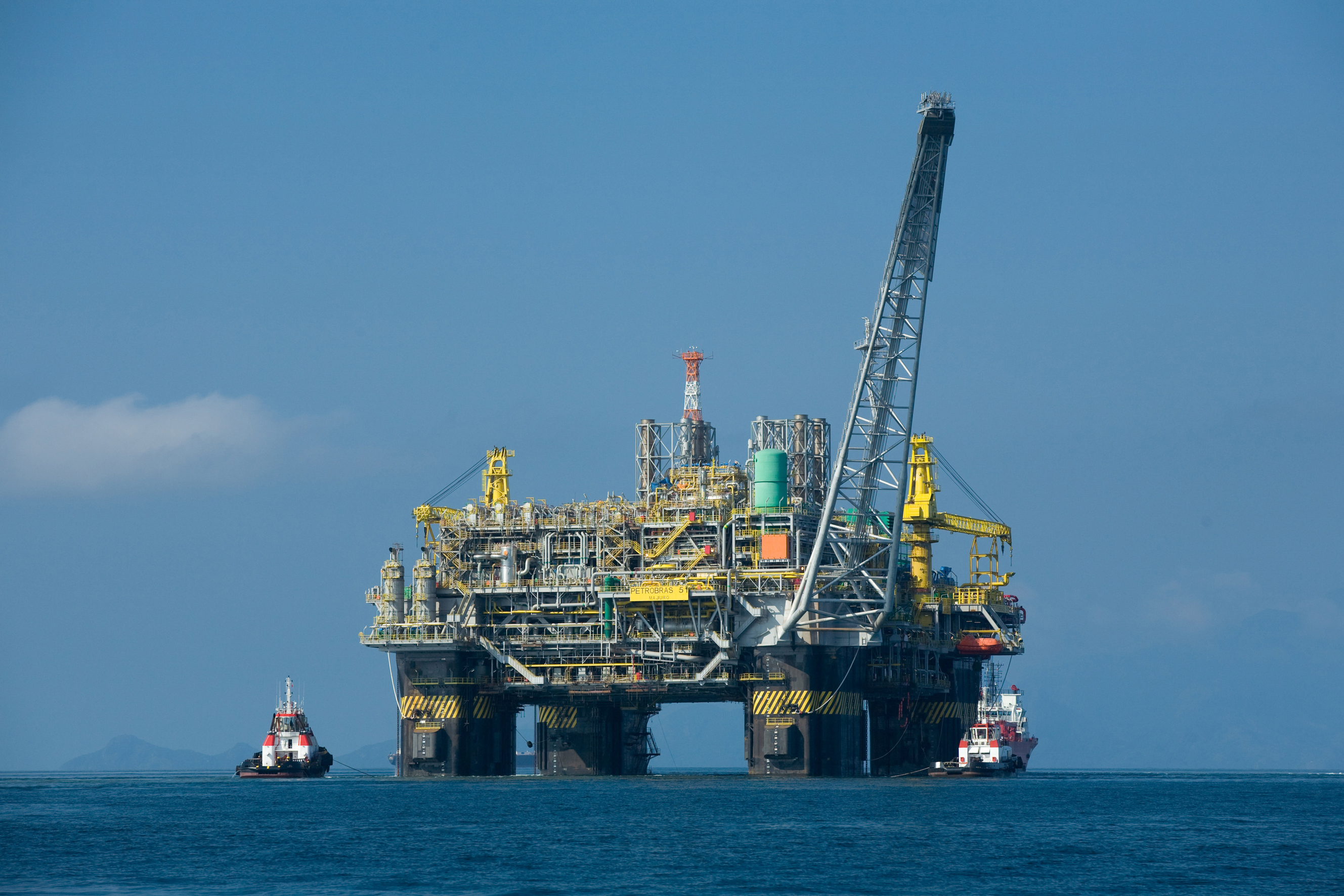
Plataforma petrolífera P-51 da Petrobras. O governo tem dado grande incentivo à produção nacional de petróleo, um combustível fóssil altamente poluidor e gerador de gases estufa.

Finalmente, foi apontado que ainda existem grandes contradições e fragilidades técnicas nas políticas públicas brasileiras, que por um lado favorecem o modelo sustentável e por outro incentivam a exploração de petróleo, a aquisição de automóveis e o uso de outros combustíveis fósseis como o carvão mineral, por exemplo, e isso deveria ser corrigido. Segundo Mercedes Bustamante, membro do PBMC, "precisamos melhorar a construção de modelos integrados de avaliação do risco climático, reduzir incertezas e melhorar a governança do tema no Brasil, ou seja, é preciso que haja ainda um esforço para a coordenação de políticas com relação à mudança do clima. Apesar de a estrutura estar clara dentro da política nacional, se observa que é necessário tornar essa governança um pouco mais efetiva no sentido da integração das políticas. [...] Um aspecto importante é que não há contradição entre desenvolvimento econômico e ações de mitigação e adaptação". Como disse Suzana Kahn Ribeiro, "neste relatório, mostramos as opções para os tomadores de decisão para reduzir as emissões, de forma que a gente não gaste tanto em adaptação. Existe realmente a possibilidade de redução das emissões, mas depende de decisões muito mais políticas do que econômicas". O RAN1 acrescentou:
"Examinando o conteúdo das Políticas Estaduais e Municipais é possível identificar dois grandes objetivos comuns a todas as Leis: controlar e reduzir as emissões de gases do efeito estufa e reduzir os efeitos das mudanças climáticas (minimizar vulnerabilidades). Fica pouco claro, entretanto, o que vai, objetivamente, ser mitigado em termos de emissões de GEE e como vai ser feita a adaptação. Na maioria das vezes a concepção das políticas estaduais não é inspirada em resultados divulgados por inventários ou estudos de vulnerabilidade. As regiões que apresentam maior vulnerabilidade são as regiões menos providas de Políticas de Mudanças Climáticas, de acordo como o mapeamento realizado. Além disso, a ausência de políticas regionais pode inviabilizar medidas mitigadoras e de adaptação, e o desenvolvimento de pesquisas para alcançar os objetivos de redução das emissões de gases do efeito estufa e minimização das vulnerabilidades locais".
"Os custos de mitigação aumentam conforme se avança no tempo. Logo, as perdas por atrasos nesse processo são inevitáveis e de tal magnitude, que fica claro que os benefícios econômicos serão infinitamente maiores para aqueles que realizarem esforços no sentido de reverter o panorama atual. [...] Frente às principais características apresentadas, pode-se verificar a extensão dos problemas a serem abordados para que o Brasil alinhe suas políticas com os diversos setores socioeconômicos envolvidos, visando auxiliar um processo de desenvolvimento efetivo, que esteja condicionado ao processo de mitigação e de adaptação às mudanças do clima. [...] Governança significa assumir a responsabilidade pelo destino futuro, desenhar as políticas de maneira integrada para se reverter o quadro atual e, finalmente, executá-las efetivamente. Sem o reconhecimento dos equívocos do passado e da responsabilidade pelo futuro e, sem a forte determinação da necessidade de mudança, será improvável reverter a presente situação e aproveitar as oportunidades que surgem diante da crise climática".